# Sverige i olympiska sommarspelen 1976
Sverige deltog vid de olympiska sommarspelen 1976 i Montréal. Man tog fem medaljer – fyra guld och ett silver.

## Medaljer
|         | Guld | Silver | Brons | Totalt |
| ------- | ---- | ------ | ----- | ------ |
| Sverige | 4    | 1      | 0     | 5      |

### Guld
- Rolf Edling, Göran Flodström, Leif Högström, Hans Jacobson och Carl von Essen - Fäktning, värja lag
- Anders Gärderud - Friidrott, 3000 m hinder
- Bernt Johansson - Cykel, landsväg
- John Albrechtson och Ingvar Hansson - Segling, tempest

### Silver
- Ulrika Knape - Simhopp, höga hopp

## Bågskytte
Damernas individuella tävling
- Anna-Lisa Berglund – 2340 poäng (11:e plats)
- Lena Sjoholm – 2322 poäng (13:e plats)

Herrarnas individuella tävling
- Rolf Svensson – 2412 poäng (11:e plats)
- Gunnar Jervill – 2406 poäng (14:e plats)

## Cykling
Herrarnas linjelopp
- Bernt Johansson — 4:46:52 -  Guld
- Sven-Åke Nilsson — 4:49:01 (→ 29:e plats)
- Leif Hansson — fullföljde inte (→ ingen placering)
- Alf Segersäll — fullföljde inte (→ ingen placering)

Herrarnas lagtempo
- Tord Filipsson
- Bernt Johansson
- Sven-Åke Nilsson
- Tommy Prim

## Friidrott
Herrarnas 800 meter
- Åke Svenson
  - Heat — 1:48,86 (→ gick inte vidare)

Herrarnas maraton
- Göran Bengtsson — 2:17:39 (→ 14:e plats)

Herrarnas höjdhopp
- Rune Almen
  - Kval — 2,16m
  - Final — 2,18m (→ 10:e plats)

Herrarnas diskuskastning
- Rickard Bruch
  - Kval — 58,06m (→ gick inte vidare)

Herrarnas 20 km gång
- Bengt Simonsen — 1:35:31 (→ 26:e plats)

## Fäktning
Herrarnas florett
- Göran Malkar

Herrarnas värja
- Rolf Edling
- Göran Flodström
- Hans Jacobson

Herrarnas lagtävling i värja
- Carl von Essen, Hans Jacobson, Rolf Edling, Leif Högström, Göran Flodström -  Guld

Damernas florett
- Kerstin Palm

## Modern femkamp
Individuellt
- Hans Lager
- Bengt Lager
- Gunnar Jacobson

Lagtävling
- Hans Lager
- Bengt Lager
- Gunnar Jacobson